# Иван (валлийское и корнуэльское имя)
И́ван (валл. Iwan ˈjuːən, ˈi.wan) — это валлийское и корнуэльское мужское личное имя и фамилия, связанное с именем Ифан. Происходит от древнееврейского имени Иоханан, что означает «бог милостив».
Имя Ива́н также встречается в германских и славянских языках, но происходит от древнееврейского имени Йоханаан (ивр. יחנן Iōḥānān, Iěhōḥānān в буквальном переводе «будет помилован». В данном контексте — Яхве (Бог) смилостивился, Яхве (Бог) помиловал), которое является библейской формой имени Джон.
Валлийский вариант имени, происходящий от древнееврейского имени Йоханаан, — Йоа́н и Иеуан, а не И́ван.

## Известные носители фамилии
- Брет Иван — американский актёр озвучивания.
- Дафидд Иван[англ.] — валлийский народный певец и политик.
- Эмрис ап Иван[англ.] — валлийский литературный критик и писатель.
- Ллион Иван[англ.] — валлийский журналист, сын Дафидда Ивана.